# Gary Hartstein
Gary Hartstein (* 17. května 1955, Staten Island, New York, New York, USA) je americký lékař, profesor anesteziologie a úrazové medicíny univerzitní nemocnice v Lutychu, v Belgii a taktéž šéflékař Formule 1.

## Život
Po ukončení studia na univerzitě Rochester v New Yorku odešel Hartstein v 70. letech do Belgie, protože v USA se nedostávalo praktikantských míst pro začínající lékaře. V roce 1983 se vrátil zpět do New Yorku do Bronxu a specializoval se na Einstein College (pro medicínu) na anestazii.
V roce 1989 se Hartstein opět vrátil do Belgie, kde při velké ceně Belgie ve Spa-Francorchamps vykonával při závodech funkci lokálního doktora. V roce 1990 se stal Hartstein z rozhodnutí profesora Sida Watkinsna členem posádky Medical Caru (vůz zasahující při nehodě ve formuli 1). Watkinsna a Hartsteina spojovalo pevné přátelství. V lednu 2005 oznámil Watkins, že se chce práce ve formuli 1 vzdát. Hartstein se stal jeho nástupcem jako šéflékař Formule 1.
Gary Hartstein v současnosti žije v belgickém Lutychu.